# Грэм, Джеймс, 1-й маркиз Монтроз
Джеймс Грэм (англ. James Graham; 25 октября 1612—21 мая 1650), 5-й граф (с 1626 г.) и 1-й маркиз Монтроз (с 1644 г.) — выдающийся шотландский полководец, ковенантер, командующий войсками короля Карла I в период гражданской войны в Шотландии 1644—1646 годов.

## Молодые годы
Джеймс Грэм был единственным сыном Джона Грэма, 4-го графа Монтроза (1573—1626), и Маргариты Рутвен. Получив образование в Сент-Эндрюсском университете в Шотландии, Джеймс отправился во Францию, где поступил в военную академию в Анжере.
В ноябре 1626 года после смерти своего отца 14-летний Джеймс Грэм унаследовал титулы 5-го графа Монтроза и 7-го лорда Грэма.

## Принятие Ковенанта
Вернувшись в Шотландию в 1637 г., Джеймс Грэм одним из первых принял «Национальный ковенант» и в 1638 г. возглавил переговоры с Абердинским университетом с целью убедить его поддержать ковенантское движение. Эта миссия, впрочем, не принесла успеха, а в следующем, 1639 г. жители Абердина выступили против парламента Шотландии, в котором ковенантерам принадлежало большинство. В начавшихся вслед за этим Епископских войнах 1639—1640 гг. Монтроз возглавил армию парламента, действующую в северо-восточной Шотландии, и в феврале 1639 г. разбил отряды Гордонов, выступивших в поддержку короля. Монтроз смог арестовать лидера шотландских роялистов маркиза Хантли и препроводить его в заключение в Эдинбург. 19 июня войска Джеймса Грэма после артиллерийского обстрела захватили Абердин, где укрепились отряды роялистов. Успехи Монтроза в значительной степени обеспечили победу ковенантеров в борьбе против Карла I в Епископских войнах. Позднее граф участвовал в Берикских переговорах с королём, однако не смог убедить Карла I согласиться на упразднение епископата и утвердить Ковенант.

## Раскол ковенантеров
Монтроз оставался на довольно умеренных позициях и, после изгнания епископов из парламента в 1639 г., выступил за предоставление королю права назначать своих представителей в Комитет статей. Однако ультра-пресвитерианское большинство парламента Шотландии одержало верх, и в 1640 г. полностью упразднило и Комитет статей, и участие в парламенте духовенства как сословия. Власть в стране перешла к ковенантерам.

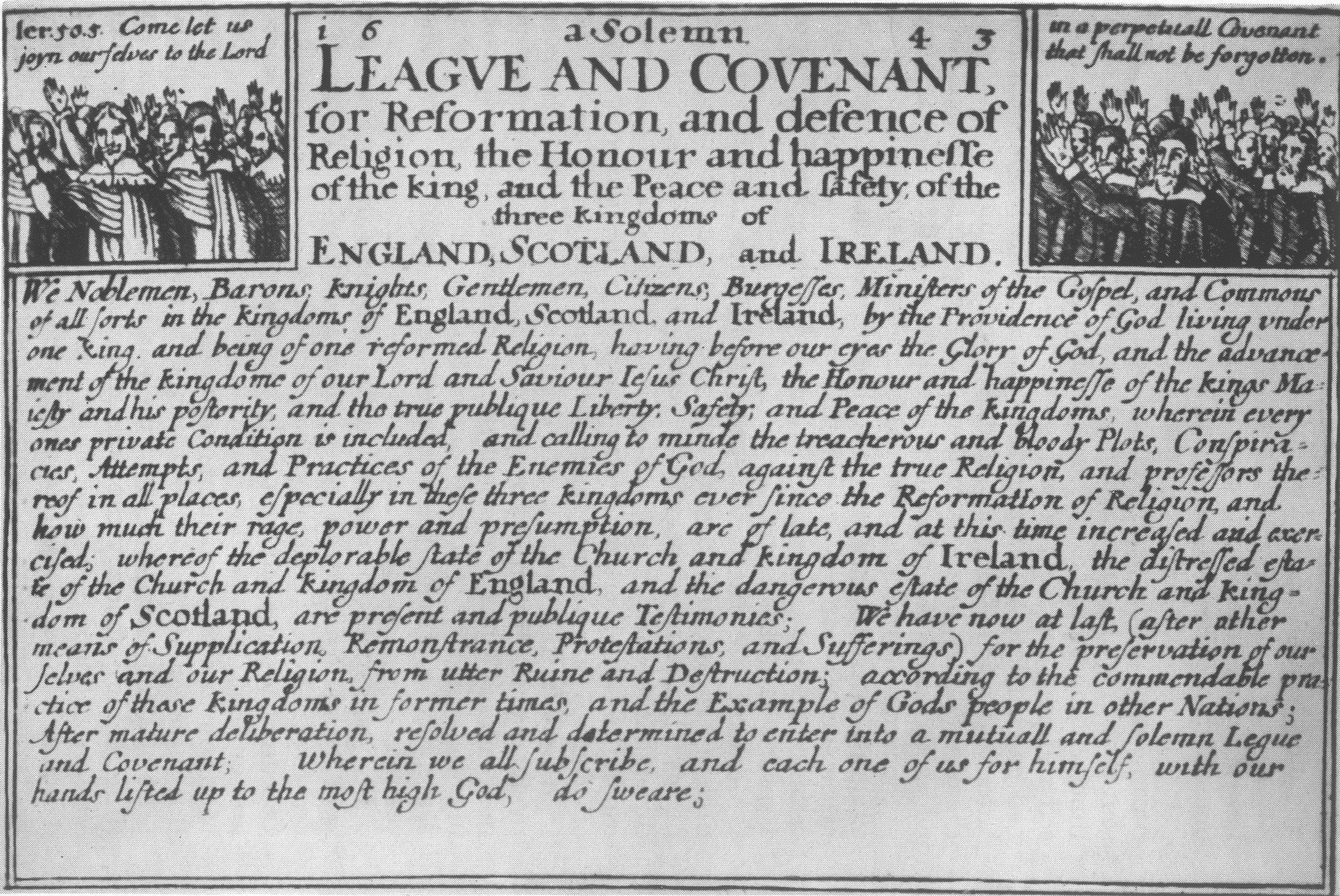
Листовка о провозглашении Торжественной лиги и Ковенанта на английском языке 1643 г..

В то же время в самом ковенантском движении наметился определенный раскол. Умеренные ковенантеры во главе с графами Роутсом и Монтрозом с недовольством относились к радикализации движения и неуклонному умалению прерогатив короля. Кроме того сказывались и личные амбиции: постепенно среди ковенантеров всё большее влияние приобретал граф Аргайл, который, пользуясь полномочиями парламентского комиссара, подчинил себе практически всю западную часть страны и претендовал на пост наместника Северной Шотландии. Монтроз, исходя из демократического духа «Национального ковенанта», выступил против «правления немногих». В августе 1640 г. вместе с ещё семнадцатью шотландскими дворянами Джеймс Грэм подписал «Камбернодскую клятву» защищать интересы всего ковенантского общества против доминирования и злоупотреблений узкой олигархии. Летом 1641 г. граф обратился к королю с просьбой о посредничестве в его конфликте с Аргайлом, но ответное письмо Карла I было перехвачено и 11 июня Монтроз был арестован.
Осенью 1641 г. в Шотландию прибыл король Карл I, который пытался укрепить позиции роялистов и договориться с умеренными ковенантерами. Однако эти усилия короля не имели успеха: раздавая титулы и пенсионы лидерам ковенантеров, он не сделал ничего для поощрения своих реальных союзников (типа Хантли). Правда, королю удалось добиться освобождения Монтроза. В 1642—1643 гг. противостояние Аргайла и Монтроза только усилилось. Под влиянием радикальных пресвитериан парламент Шотландии в сентябре 1643 г. заключил военно-религиозный союз с английским парламентом, известный под названием «Торжественная лига и Ковенант». Это соглашение было напрямую направлено против короля и послужило основанием для вступления Шотландии в конце 1643 г. в гражданскую войну в Англии на стороне парламента.

## Сближение с королём
Монтроз не принял «Торжественной лиги» и резко возражал против интервенции в Англию. Оставаясь на позициях «Национального ковенанта» 1638 г., граф выступал за сохранение лояльности королю, который уже утвердил все завоевания революции. Дальнейшее движение страны по пути ограничения королевской власти было не приемлемо для Монтроза.
Уже в 1643 г. граф вступил в переписку с королём, убеждая его начать более активные действия в Шотландии, чтобы воспрепятствовать переходу ковенантеров на сторону английского парламента. В то время Карл I остался глух к предложениям Монтроза, предпочтя политику политических уступок, продвигаемую герцогом Гамильтоном. Однако к концу 1643 г. эта политика закончилась провалом: армия ковенантеров под командованием графа Ливена вступила в Англию и соединилась с войсками английского парламента. В результате Карл I арестовал Гамильтона и 1 февраля 1644 г. назначил Монтроза, которому незадолго до этого даровал титул маркиза, наместником короля в Шотландии с широкими полномочиями.

## Гражданская война
Полная статья — см. Гражданская война в Шотландии.
Планировалось, что войска Монтроза, поддержанные английскими роялистами, вторгнутся в Шотландию с юга, при одновременной высадке ирландских католиков на западном побережье и восстании роялистов Хантли в Абердиншире. Этот план, однако, провалился: выступление Хантли было быстро подавлено ковенантерами, а экспедиция Монтроза в шотландское приграничье не принесла успеха. Тем не менее, в начале июля 1644 г. в Арднамурхане высадились ирландские войска под командованием Аласдера «Макколлы» Макдональда. Монтроз, сопровождаемый всего двумя соратниками, направился на соединение с ирландцами. По пути ему удалось набрать небольшой отряд из шотландских горцев, симпатизирующих королю. Объединившись в Атолле с войсками Макколлы, Монтроз спустился к Перту и в битве при Типпермуре 1 сентября 1644 г. разбил армию ковенантеров. Через две недели роялисты были уже у Абердина и, нанеся поражение гарнизону, вступили в этот важнейший город северо-восточной Шотландии.
Захватив Абердин, Монтроз отдал приказ о его разграблении. Это была серьёзная стратегическая ошибка, восстановившая против роялистов мирное население. Затем, под давлением шотландских горцев и ирландцев, составлявших подавляющее большинство его армии, Монтроз отправился в Аргайл, где его солдаты начали опустошать земли клана Кэмпбеллов, который являлся главным врагом для горцев. Подход крупной армии маркиза Аргайла заставил Монтроза уйти на север. Продвигаясь по Грейт-Глену, Монтроз обнаружил, что две ковенантские армии Аргайла и Сифорта пытаются захватить его в тиски. Совершив беспрецедентный переход через горы, роялисты неожиданно обрушились на преследовавшую их армию Аргайла и 2 февраля 1645 г. в битве при Инверлохи полностью разгромили её.

## Триумф и крах роялистов

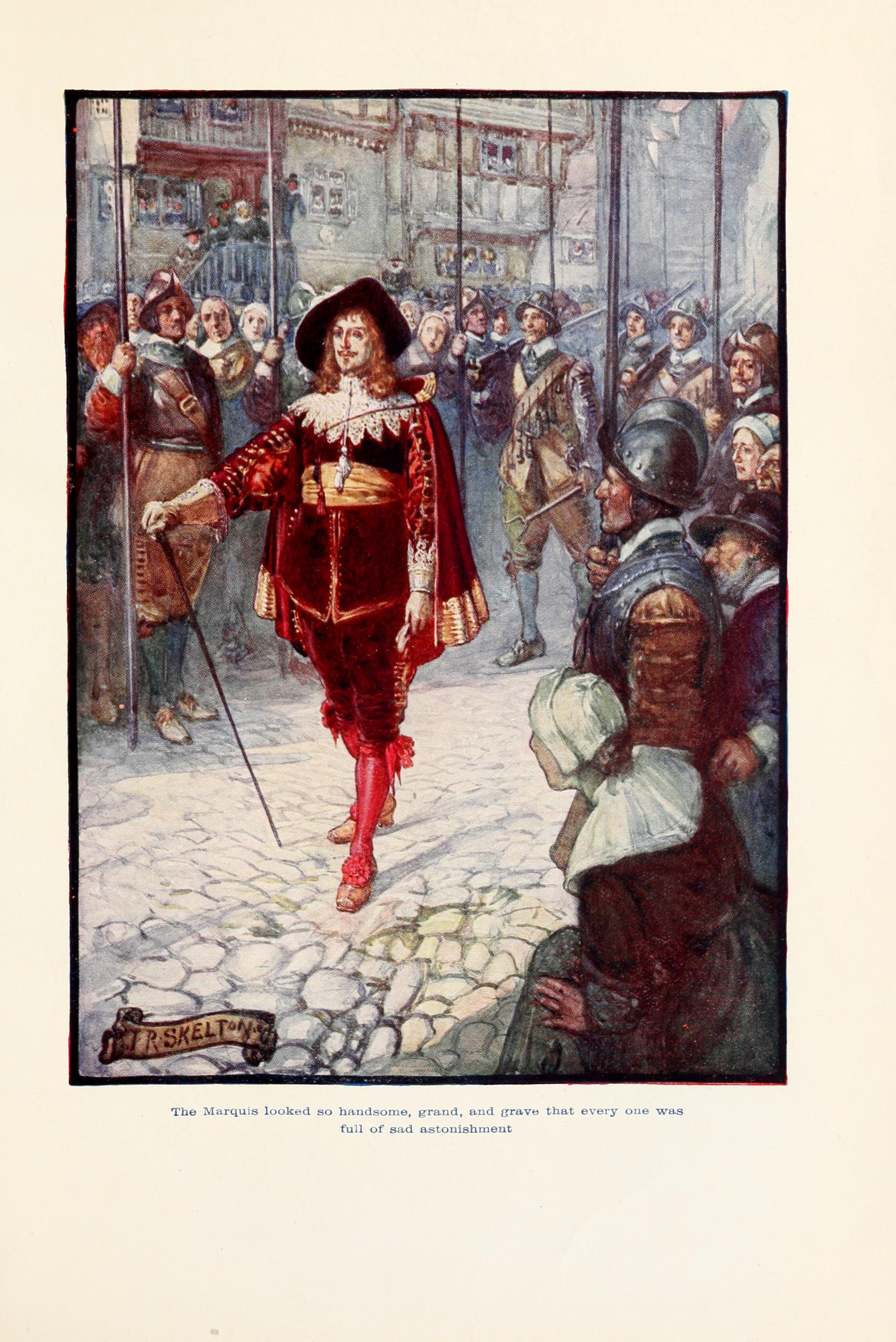
Маркиз Монтроз идёт по улицам Эдинбурга за день до собственной казни. Иллюстрация из книги Scotland’s story : a history of Scotland for boys and girls (1876 год).

Победа при Инверлохи принесла роялистам власть над западной частью Шотландии и обеспечила приток новых солдат из горных кланов. К армии Монтроза присоединился также кавалерийский корпус Гордонов. Однако в апреле 1645 года отозванные из Англии ковенантские войска Уильяма Бейли начали наступление на позиции роялистов. Монтроз был вынужден отступить в Морей. Но успех его не покинул: в двух битвах — при Олдерне 9 мая и Алфорде 2 июля, — Монтроз наголову разгромил армии парламента, что дало ему возможность начать продвижение в центральные регионы страны.
15 августа 1645 года в сражении при Килсайте в Стерлингшире Монтроз одержал победу над последней армией ковенантеров и триумфально вступил в Глазго. В стране не осталось военных сил, способных оказать сопротивление роялистам, и казалось, что правление ковенантеров будет свергнуто и восстановлена власть короля. На 20 октября Монтроз назначил созыв нового парламента Шотландии. Но катастрофическое положение армии Карла I в Англии после битвы при Незби заставило маркиза выступить на юг, на соединение с английскими роялистами.
Этому воспротивились отряды шотландских горцев Аласдера Макколлы. Для них главным врагом оставался клан Кэмпбелл и маркиз Аргайл, поэтому они оставили расположение армии роялистов и отправились в Кинтайр продолжать разорение земель Кэмпбеллов. Гордоны со своей кавалерией также покинули маркиза, недовольные отсутствием у того должного почтения к Хантли. Надеясь пополнить свою армию в шотландском приграничье, Монтроз двинулся на юг. Однако местные жители не спешили присоединяться к войскам роялистов. Между тем в Англии была сформирована новая армия ковенантеров во главе с Дэвидом Лесли. 13 сентября 1645 года при Филипхоу эта армия, по численности в несколько раз превосходящая силы роялистов, неожиданно атаковала Монтроза и нанесла ему поражение. Маркиз бежал на север страны.
Победа при Филипхоу оказалась решающей в гражданской войне. Ковенантеры восстановили свою власть и подавили отдельные очаги сопротивления роялистов. Сам маркиз Монтроз был вынужден в июне 1646 года по приказу короля, сдавшегося на милость шотландцев, сложить оружие. Вскоре он эмигрировал в Норвегию.
Так закончилась замечательная военная кампания, в которой Монтроз продемонстрировал выдающийся полководческий талант. Поражение роялистов, опиравшихся почти исключительно на горные кланы, было предопределено, несмотря на серию триумфальных побед Монтроза. Судьба страны уже давно не решалась в горных регионах. Тем не менее, маркиз Монтроз стал национальным героем шотландских горцев и встал в народной памяти в один ряд с Робертом Брюсом и Уильямом Уоллесом.
Трагедия Монтроза заключалась в том, что он на несколько лет опередил тенденции развития шотландской истории: уже в 1648 году ковенантеры перешли на сторону короля Карла I, поддержав его в борьбе против английского парламента, однако были разбиты 17—19 августа 1648 года в битве при Престоне.

## Казнь Монтроза

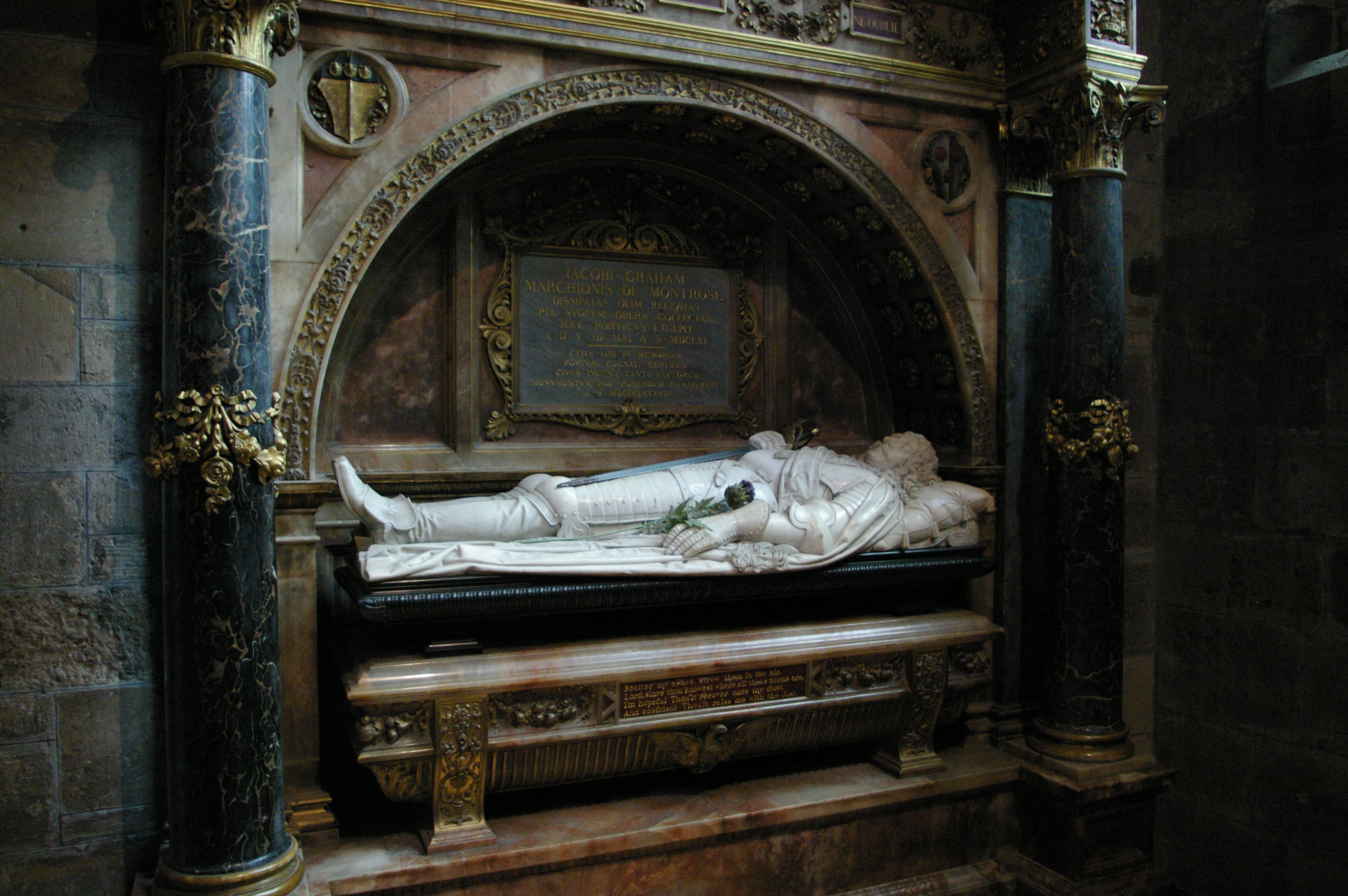
Гроб Монтроза

Казнь короля 30 января 1649 г. и установление в Англии режима Оливера Кромвеля были с негодованием восприняты в Шотландии. Лидеры ковенантеров пошли на переговоры со старшим сыном казненного короля, Карлом II. Тот первоначально ещё надеялся на успех роялистов и отказался принимать условия ковенантеров. В начале 1650 г. Карл II снарядил небольшую армию, которую возглавил маркиз Монтроз. В марте она высадилась на Оркнейских островах и вскоре переправилась на основную территорию Шотландии. Войска роялистов насчитывали лишь несколько сотен человек, но Монтроз планировал поднять именем короля горные кланы севера. Однако эти надежды не оправдались, и 27 апреля армия маркиза была разбита в сражении при Карбисдейле. Вскоре Монтроз был пленён, доставлен в Эдинбург и приговорен к смерти парламентом Шотландии.
21 мая 1650 г. Джеймс Грэм был повешен. До самой своей смерти Монтроз оставался сторонником «Национального ковенанта» и противником епископата и королевского абсолютизма. Лишь радикализация шотландской революции толкнула маркиза в стан роялистов. Об этом он и заявил в своём последнем слове.

## Образ в культуре
- Является одним из персонажей исторического романа «Легенда о Монтрозе» (1819) Вальтера Скотта.

## Семья
Около 10 ноября 1629 года 17-летний граф Монтроз женился на леди Магдален Карнеги (? — ноябрь 1645), дочери Дэвида Карнеги, 1-го графа Саутеска (1575—1658), и Маргарет Линдси (? — 1614). У супругов было двое сыновей:
- Джон Грэм, граф Кинкардин (1630—1645)
- Джеймс Грэм, 2-й маркиз Монтроз (1633—1669)

## Титулатура
- 5-й граф Монтроз (с 14 ноября 1626)
- 7-й лорд Грэм (с 14 ноября 1626)
- 1-й маркиз Монтроз (с 6 мая 1644)
- 1-й лорд Грэм и Магдок (с 6 мая 1644)
- 1-й граф Кинкардин (с 6 мая 1644)